# Lambertus I van Belle
Lambertus I van Belle was van 1082 tot 1083 bisschop van Terwaan. Zijn naam verwijst naar het nabijgelegen plaatsje Belle in het graafschap Vlaanderen.

## Verkiezing
Op het moment van zijn verkiezing was hij cantor van het Sint-Pieterskapittel te Rijsel. Hoewel hij niet eens de priesterwijding ontvangen had, werd zijn kandidatuur gesteund door zowel graaf Robrecht de Fries van Vlaanderen als door koning Filips I van Frankrijk, wellicht aangemoedigd met forse omkoopsommen. Ondanks felle tegenstand wegens dit flagrant geval van simonie, wisten zij zijn kandidatuur door te drukken.

## Conflict met de paus
Zodra het nieuws van Lambertus' verkiezing Rome bereikte, liet paus Gregorius VII onmiddellijk weten dat hij de nieuwe bisschop van Terwaan niet erkende omwille van de manier waarop hij zijn ambt verkregen had, en droeg de Vlaamse geestelijken op dat evenmin te doen. Verschillende prelaten die aan de pauselijke richtlijnen gevolg gaven, werden daarop door graaf Robrecht uit hun ambt ontzet en uit het graafschap verbannen. Onder hen abt Manasses van Sint-Winoks en Arnoud, aartsdiaken en proost van Sint-Omaars. De afgezette prelaten schreven een brief naar Rome om verslag te doen van de gebeurtenissen en de ellende te beklagen waarin zowel zijzelf als het bisdom Terwaan verzeild waren geraakt.
Gregorius VII reageerde met een brief aan Robrecht waarin hij hem opriep Lambertus niet langer te steunen. Er kwam echter geen antwoord, waarop de paus in de tweede helft van 1082 een gelijkaardige brief stuurde, ditmaal gericht aan de graaf en de inwoners van Terwaan, met de toevoeging dat Lambertus zich mocht komen verantwoorden bij Hugo van Die, aartsbisschop van Lyon en pauselijk legaat. Als hij kon bewijzen effectief een wijding te hebben ontvangen, zou hij als clericus rechtvaardig beoordeeld worden.

### Excommunicatie
Een antwoord van de graaf bleef opnieuw uit en Lambertus ging niet op de uitnodiging in. Bovendien liet hij vijf clerici uit zijn bisdom gevangenzetten toen die naar de Romeinse vastensynode wilden gaan om er hun beklag te doen bij de paus. Als gevolg hiervan en van de voorgaande gebeurtenissen werd Lambertus eind 1082 geëxcommuniceerd op het concilie van Meaux, bij monde van Hugo van Die en bisschop Amatus van Oléron. Ondertussen schreef de paus een derde, wellicht nooit verzonden brief aan Robrecht de Fries, om te pleiten voor een rechtvaardiger behandeling van clerici die wegens hun verzet tegen Lambertus waren gestraft.
Toen hij het nieuws van zijn excommunicatie vernam, koos Lambertus voor de vlucht vooruit. Hij vond enkele geschorste bisschoppen bereid om hem tegelijk tot diaken, priester en bisschop te wijden, waarna hij zich opmaakte om zijn bisschopszetel in bezit te nemen. Samen met de graaf trok hij aan het hoofd van een bende krijgsvolk naar Terwaan, waar clerici en leken in afwachting van zijn komst de toegangspoorten van de kathedraal hadden gebarricadeerd. De meegereisde troepen beukten de deuren open, terwijl Lambertus zelf de excommunicatiebrief, die aan het kruisbeeld bij de ingang was bevestigd, probeerde weg te rukken. Daarbij ging hij zo driest tekeer dat hij de rechterarm van het crucifix verbrijzelde, een daad van heiligschennis die zowel onder tijdgenoten als bij latere auteurs afschuw wekte. Vervolgens trok hij zijn zwaard en stormde de kerk binnen om de daar aanwezige clerici te lijf te gaan. Enkelen onder hen brachten het er met lichte verwondingen van af, anderen werden meer dood dan levend buiten gejaagd. Ondertussen liet Lambertus de huizen van zijn tegenstrevers plunderen.

### Epistola ad Flandrenses
Het buitensporig gewelddadig optreden van Lambertus en Robrecht zou nog lang herinnerd worden, getuige het uitgesproken negatieve oordeel van Walter van Terwaan in diens biografie van bisschop Jan van Waasten, bijna een halve eeuw na de gebeurtenissen. Paus Gregorius zag ondertussen in dat zijn maatregelen geen effect sorteerden en wendde zich tot het volk om een nieuwe bisschop te kiezen. Terwijl aartsdiaken Arnoud van Sint-Omaars zich daarmee bezighield in samenspraak met Hugo van Die, schreef Gregorius zijn Epistola ad Flandrenses aan de bisschoppen van Doornik-Noyon, Kamerijk en Amiens, alsook aan alle kerkelijke en wereldlijke machthebbers in het graafschap Vlaanderen. Bedoeling was om Robrecht onder druk te zetten, zodat hij Lambertus zou laten vallen. Als dat niet binnen de veertig dagen gebeurde, dreigde de paus ermee hem en zijn aanhangers te excommuniceren.
De taak om Robrecht met dit ultimatum te confronteren, viel toe aan de bisschoppen Gerardus van Kamerijk, Radboud van Doornik-Noyon en Rorico van Amiens. Zij waren daar niet bijster happig op, gezien de weinig galante ontvangst die eerdere pauselijke boodschappers te beurt was gevallen aan het grafelijk hof. Hun getalm werkte echter echter danig op de zenuwen van de edelen en de inwoners van Terwaan, in die mate dat deze besloten het heft in eigen handen te nemen. Ze wilden de pseudo-episcopus Lambertus afzetten zonder nog langer op Gregorius' fiat te wachten en pleegden overleg met graaf Boudewijn II van Henegouwen, die mogelijk in de zaak een kans zag om tegen Robrecht te complotteren en de macht in Vlaanderen over te nemen.

### Aanslag en verminking
Onder leiding van ene Oilardus en een voogd Eustachius vielen ridders en gewapende inwoners van Terwaan de kathedraal binnen, juist op het moment dat Lambertus er aan het bidden was. Zonder enig respect voor het heiligdom sleurden ze de verraste bisschop bij het altaar weg, hakten hem zijn tong en de vingers van zijn rechterhand af, en gaven zich vervolgens over aan vernieling en plundering van meubilair, kerkschatten en relieken. Toen Gregorius dit vernam, was hij geschokt. Alleen al door de kathedraal gewapend binnen te vallen, hadden Lambertus' belagers elk goed fatsoen met de voeten getreden, en diens verminking kon hij al helemaal niet door de vingers zien. Eustachius en zijn trawanten moesten zich voor hun gedrag komen verantwoorden bij aartsbisschop Hugo van Die en abt Hugo van Cluny.
Niettemin besefte de paus dat zonder zijn Epistola ad Flandrenses de gemoederen nooit zo verhit waren geraakt. Lambertus en de graaf benutten dit latente schuldgevoel om een toenaderingspoging te wagen. Terwijl de verjaagde bisschop naar Rome reisde om er zijn verwondingen aan de paus te tonen, schreef Robrecht een brief om het wangedrag van Gregorius' aanhangers in Terwaan nog eens in de verf te zetten en tegelijk eerherstel voor Lambertus te bepleiten. Hierbij schijnt Robrecht niet de vereiste eerbied in acht te hebben genomen, waardoor zijn verzoek werd afgewezen. De graaf had evenwel geen toestemming van de paus nodig om Eustachius en de zijnen streng te straffen.
Gregorius VII bevond zich tussen twee vuren: enerzijds kon hij de charge op de kathedraal en de aanslag op de bisschop niet over zijn kant laten gaan. Anderzijds was het gewenste resultaat - Lambertus' afzetting - wel bereikt, zij het op een afkeurenswaardige manier. Ten slotte hadden de ridders en inwoners van Terwaan op zijn instigatie gehandeld zoals Gregorius had kunnen voorzien, zodat hij zijn medestanders nu ook niet wilde verraden. Tegelijk kon hij zich echter geen conflict met een strategische bondgenoot als de graaf van Vlaanderen permitteren, aangezien rond deze tijd de verhouding tussen Rome en respectievelijk de keizer en de Franse koning, allesbehalve hartelijk was.

### Voorwaardelijke absolutie en overlijden
Lambertus wist dankzij zijn deerniswekkende toestand handig in te spelen op Gregorius' empathie, wat hem een voorwaardelijke absolutie opleverde. Te zijner verdediging voerde hij verder nog aan geen weet te hebben van zijn excommunicatie. Ook de uitnodiging voor het concilie van Meaux had hij naar eigen zeggen niet ontvangen. Kort daarop ontving de paus echter een brief van zijn legaat Hugo van Die, waarin de zaken in een ietwat ander licht werden gesteld. Om uit de impasse te geraken, machtigde Gregorius de aartsbisschop van Lyon en abt Hugo van Cluny om zowel Lambertus als diens aanvallers te horen en te oordelen. Daarbij werd Hugo van Die aangespoord om jegens de verminkte bisschop toch enige mildheid aan de dag te leggen, want voor geestelijken die simonie bedreven hadden, was hij doorgaans erg streng.
Twee ridders, Oilardus en een verder niet geïdentificeerde S., werden verantwoordelijk gesteld voor de plundering van de kathedraal, de vernieling van kruisbeelden en de mishandeling van bisschop Lambertus. Daarvoor moesten zij zich op straffe van excommunicatie verantwoorden bij Hugo van Die en Hugo van Cluny. Robrecht de Fries werd daarentegen van elke blaam gezuiverd. De paus bracht de graaf ook op de hoogte van zijn vonnis over Lambertus: als uit het onderzoek bleek dat die inderdaad onschuldig was, dan zou hij weer geïnstalleerd worden als bisschop van Terwaan. Er zijn evenwel aanwijzingen dat Lambertus eind 1083 stierf voor hij in ere kon worden hersteld.